# Friedrich Arthur Wittig
Friedrich Arthur Wittig (* 18. Juni 1894 in Düsseldorf; † 26. März 1962 in Konstanz) war ein deutscher Maler und Grafiker.

## Leben
Friedrich Arthur Wittig wurde als sechstes Kind des Kunstschmieds Friedrich August Wittig und seiner Frau Amalie, geborene Sauer, in Düsseldorf geboren. Mit 14 Jahren kam er zu einem Architekten in die Lehre, wo er vier Jahre blieb (1908–1912). Nach kurzem Auslandsaufenthalt besuchte er die Kunstgewerbeschule in Düsseldorf. 1914 wurde er zum Kriegsdienst eingezogen. Nach 1918 nahm er seine künstlerische Arbeit wieder auf und bildete sich autodidaktisch weiter.  Erstmals stellte er 1921 auf der 1. Internationalen Kunstausstellung in Düsseldorf aus. Einige seiner Werke wurden von der Städtischen Galerie in Düsseldorf angekauft, aber 1937 im Rahmen der Aktion „entartete Kunst“ beschlagnahmt und gelten seitdem als verschollen.
Wittig war Mitglied der Künstlergruppe Das Junge Rheinland.  Zwischen 1919 und 1933 war er an den Ausstellungen des Jungen Rheinlands, der Rheingruppe und der Rheinischen Sezession beteiligt. Die Gruppierung Junges Rheinland wurde nach dem Ersten Weltkrieg in Düsseldorf gegründet, um jungen rheinischen Künstlern einen gebührenden Platz in der deutschen Moderne zu sichern, ohne dabei eine gemeinsame Stilrichtung anzustreben. Neben Malern und Bildhauern waren auch Architekten und Kunstgewerbler vertreten. Das vielfältige Beziehungsgeflecht der Gruppe dokumentierte sich u. a. in Kontakten zu Künstlern wie Wassily Kandinsky, Paul Klee, Henri Matisse und Pablo Picasso.
1922 übersiedelte Wittig nach Berlin. Dort arbeitete er als Grafiker und Maler. Bei einem Bombenangriff 1943 wurde er verschüttet, sein Atelier und fast alle Arbeiten wurden zerstört. Da vorerst an eine künstlerische Tätigkeit in Berlin nicht mehr zu denken war, zog er nach Untermünstertal im Schwarzwald. Seit 1946 stellte er neue Werke in Ausstellungen in Freiburg, Düsseldorf, Baden-Baden, München, auch in Amsterdam, Den Haag und Utrecht aus. 1951 zog er nach Konstanz (gemeldet 11. Dezember 1951). In seinem Wohnatelier auf der Unteren Laube ging er seiner künstlerischen Arbeit nach. Neben Feuilleton-Illustrationen und Theaterskizzen schrieb er Kurzgeschichten und Gedichte und musizierte auf der Laute. In der Bodenseeregion nahm er an zahlreichen Ausstellungen teil. An den Singener Kunstausstellungen war er zehn Mal mit über 40 Werken beteiligt. 1962 trat er der im selben Jahr gegründeten Künstlervereinigung „Der kleine Kreis“ bei; der Name spielt auf die 1925 in Lindau gegründete seeumspannende Künstlervereinigung „Der Kreis“ an.
Wittig war fünfmal verheiratet,  unter anderem mit der Malerin und Schriftstellerin Daisy Rittershaus (16. November 1901 Rheydt – 11. Januar 1987 Konstanz). Sie heirateten am 6. Dezember 1951 in Konstanz und wurden am 13. Dezember 1955 geschieden. Rittershaus organisierte 1966 vom 4. bis zum 23. Juni posthum für ihren Exmann eine Ausstellung seiner frühen Aquarelle in der Galerie Bürdeke in Zürich.

## Werk und Stil
Über das Frühwerk von Friedrich Arthur Wittig ist wenig bekannt, da der größte Teil seiner Arbeiten im Zweiten Weltkrieg zerstört wurde. Seine Kunst wird erst mit dem Umzug nach Konstanz 1951 greifbar. Bereits 1946 entstand das Gemälde Blick auf Konstanz von der Seestraße aus, das sich in der Städtischen Wessenberg-Galerie Konstanz befindet. Es belegt, dass Wittig Konstanz bereits vor seinem Umzug an den Bodensee kannte. Das Bild ist in einem weichzeichnerischen Stil gemalt und zeugt von Wittigs Auseinandersetzung mit dem Impressionismus. Seit den 1950er-Jahren ist vor allem in seinen Zeichnungen die Beschäftigung mit dem Vorbild Pablo Picasso auszumachen. Mitte der 1950er-Jahre vollzieht sich in seinem Schaffen eine Hinwendung zur figurativen Abstraktion.

### Illustrationen
Zeichnungen Wittigs sollen in der Jugend und dem Simplicissimus erschienen sein, konnten bisher jedoch nicht nachgewiesen werden. Nach seiner Übersiedlung nach Konstanz erschienen von Wittig im Südkurier regelmäßig Zeichnungen zu den Premieren des Theaters und Illustrationen zu erzählerischen Beiträgen auf der Unterhaltungsseite.

### Werke in Museen
Folgende Museen besitzen Werke von Friedrich Arthur Wittig:
- Städtische Wessenberg-Galerie Konstanz
- Kunstmuseum Singen
- Galerie Bodenseekreis